# 博多ラーメン

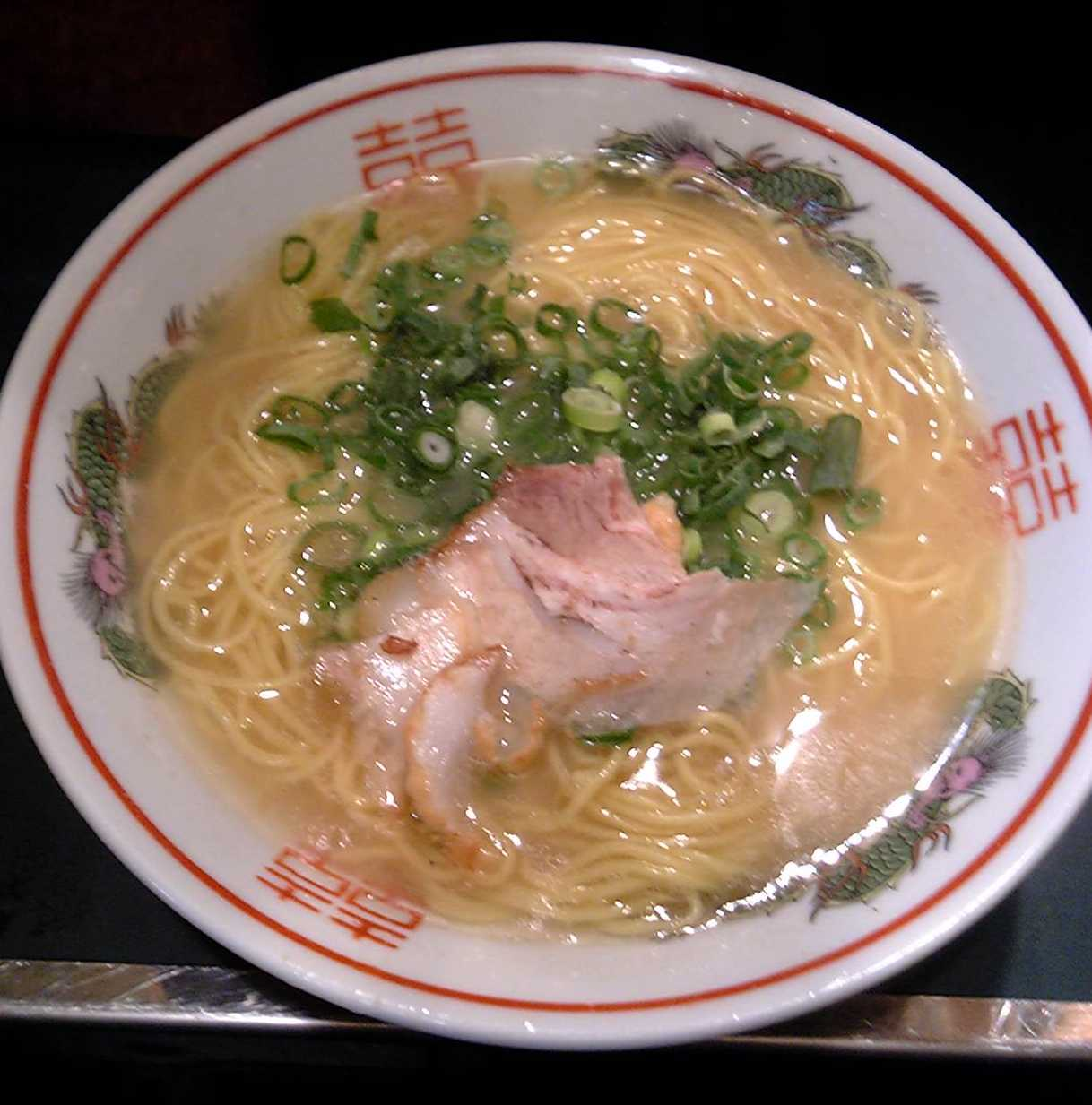
博多ラーメン

博多ラーメン（はかたラーメン）とは、福岡県福岡市を中心に提供されている豚骨ラーメン。主に福岡地方のラーメン専門店、中華料理店、屋台で提供される。
名称については元来、「ラーメン」と呼ばれていたが、福岡市早良区西新の「博多ラーメンしばらく」の現在2代目女将である外村留美が、1977年（昭和52年）に「博多ラーメン」という名称を考案した。その後、福岡県福岡市の豚骨ラーメン店は「博多ラーメン」と名乗るラーメン店が徐々に増え、現在の呼び方に変わっていき日本全国に広がった。他の豚骨ラーメンと区別するため「博多豚骨（とんこつ）ラーメン」とも言う。

## 概要
味付けや色合いは店によって千差万別だが、基本的には豚骨主体の乳白色のスープと島原素麺のような極細ストレート麺が特徴。豚骨を強火で沸騰させるため、骨のコラーゲンなどが溶け出し濁ったスープになる。注文の際に麺の硬さを決める点や替え玉も当ラーメンの特色になっている。
ご当地ラーメンブームなどにより福岡市とその近郊を中心にラーメン店舗が増加・定着した。「博多ラーメン」という名称であるが、博多地区（博多区や博多駅周辺）に限定されることなく、旧来の福岡地区に位置する天神や長浜などでも広く提供される。福岡市内ラーメンツアー企画や「らーめんタクシー」サービスなど、福岡の観光スポットとしても人気を博している。全国展開や大阪や東京に出店する店舗や、全国のラーメンのフードテーマパークへの出店、有名店の名を冠した袋入りラーメンやカップ麺の販売などによって、当ラーメンの知名度は全国的にも上がった。
逆に当地においては、キャナルシティ博多のラーメンスタジアムに参加した全国の有名ラーメン店が出店し、それらと融合する形でしょうゆ豚骨味や味噌豚骨味のラーメンが誕生、また影響を与えた九州内の久留米ラーメンや熊本ラーメンからも逆にエッセンスを取り入れるなど、博多ラーメンもそのバリエーションを広げている。他店との差別化を図るため独自のサービスをおこなったり、独自商品を提供したりもする。
繁華街の有名店や長浜地区のラーメン店（長浜ラーメン）では深夜営業や24時間営業の店があり、宴会の二次会や三次会、宴会のシメとしてラーメン店がよく選ばれる。また繁華街の天神や中洲では屋台街が形成され、人気の屋台の多くで提供される。
JR九州の博多駅や小倉駅のプラットホームでは立ち食い形式で提供されている。

### 発祥

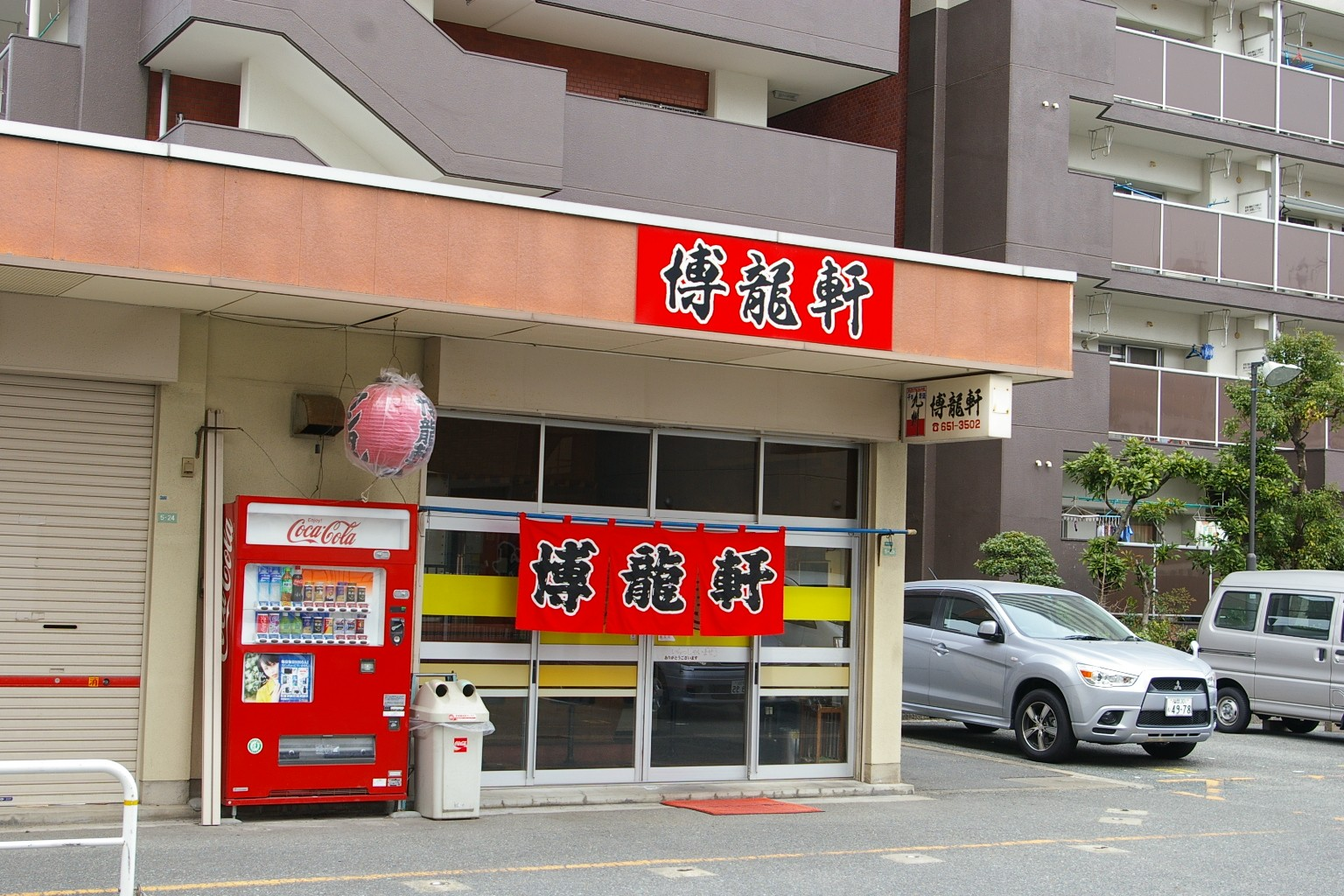
博龍軒

1941年（昭和16年）から1942年（昭和17年）に至るまで、中洲の福岡玉屋近くの博多川沿いで森堅太郎が屋台「三馬路」を開業。清湯（透き通ったスープ）の豚骨スープに平麺のラーメンを提供した。1946年（昭和21年）には中華料理を学んだ井上清左衛門が中洲や柳橋で屋台「博多荘」を開業し、清湯の豚骨ラーメンを提供。
1946年（昭和21年）に博多駅近くで津田茂が屋台｢赤のれん」（現在の赤のれん節ちゃんラーメン）を開業。当初はうどん屋台だったが、奉天（現在の瀋陽市）で食した白濁豚骨スープの麺「十銭そば」をヒントにラーメンを提供するようになった。博多ラーメンで一般的なストレート細麺と異なり太めの中細平打ちストレート麺を使用しやや濃厚では豚骨臭のするスープが特徴である。
同じく1946年（昭和21年）に、山平進が福岡市中央区馬出に｢博龍軒｣（馬出中央商店街）を開いた。博多ラーメンで多く使われるストレート細麺と異なり自家製麺の薄め中細平打ちストレート麺を使用し、スープは薄めながら通常の豚骨スープと異なった豚骨臭がする独自のものが特徴である。
1947年（昭和22年）に久留米市の「三九」で火の消し忘れから白濁した豚骨ラーメンが生まれた。

### 長浜ラーメン

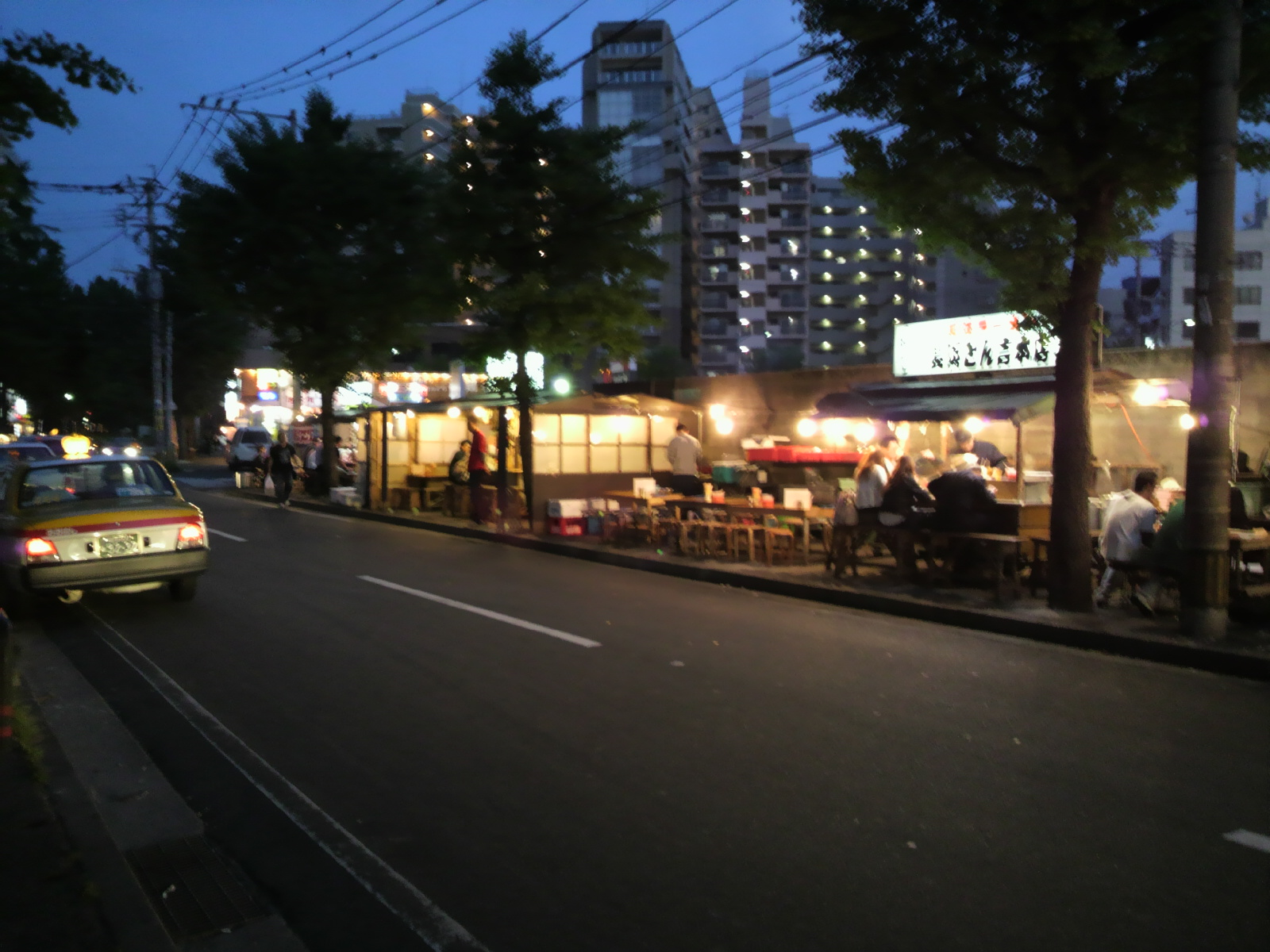
長浜屋台街

おもに福岡市中央区長浜の店舗や屋台のラーメンを指して、長浜ラーメンと呼ぶ。
1955年（昭和30年）、現在の博多区築港本町にあった魚市場が長浜に移転、「福岡市中央卸売市場鮮魚市場」となる。それに伴い、「元祖長浜屋」「博多ラーメンしばらく」「一心亭」など3店舗の市場ラーメンの屋台も長浜に相次いで移転した。
おもに市場関係者向けであった長浜ラーメンの特徴は、競りの合間に食すため、素早く茹でられて硬めで腹持ちの良い極細麺と、豚骨を主な原材料で軽めに炊かれたスープが特徴である。福岡で一般的で全国的にもひろがりつつある麺だけ追加の替え玉発祥の地とされる。
屋台でも店舗でも、各テーブルに『ラーメンのタレ・かえし』（主に替え玉でスープが薄まった時に入れる）『紅しょうが』『胡麻』が用意されており、客がこれらを用いて自分の好みで味や風味の調整を自由にできるスタイルになっている事が、食べ方の主流である。

## 特徴

### 麺
博多ラーメンで使われる麺は、島原手延そうめんのような白っぽく細い、極細ストレート麺が多い。専用の小麦として、福岡県がラー麦を開発し、2009年から流通している。加水率は24％～28％またはそれ以下と低いため、コシはなく粉っぽく、スープを吸いやすい。その分のびやすいため、他の地域と比べて分量は少なめで提供する店舗が比較的多い。
麺が細い理由は、麺とスープがよく絡むようにするためと、深夜・早朝に多忙で時間的余裕のない市場関係者に対し、極めて短時間で麺を茹で、入店後即提供出来るようにするためであり、中央区長浜の元祖長浜屋が始めたといわれている。
店舗によっては若干太い細ストレート麺や、細麺の平麺という全国的にも珍しいスタイルの麺を使用する店舗もある。特に細麺の平麺は、現在まで続く博多ラーメン黎明期創業の白龍軒の流れを引く店で提供される事が多い。
ほとんどの店において、希望する麺の硬さを聞かれるのも博多ラーメンの特徴である。硬さを表す呼称として主に「バリカタ」「カタ」「普通」「やわ」「バリやわ」などが使われる。一般的な「カタ」「やわ」はそのまま硬い・柔らかいの意味で、「バリ」は福岡で80年代頃より使われるようになった比較的新しい強調表現である。極細麺特有の伸びやすさと、せっかちだとされる地元住民の気質もあって、硬めで注文する人が多いとされており、2017年（平成29年）8月の西日本新聞の記事によると福岡市内のあるラーメン店では客の8割が「カタ」を選ぶという。硬さを「普通」と注文しても、他地域にくらべると比較的硬めで提供する店が多い。
なお福岡市内であっても、元祖長浜屋及び派生店においては（意味として通用はするが）「バリカタ」「バリやわ」などの強調表現の付く呼び方は使われず、概ね「ナマ」「カタ」「やわ」のいずれかで客が指定する場合が多く、「ナマ」は一般的な店での「バリカタ」の事を指す。よって観光客等含む県外者が同店で「バリカタ」と指定すると店側で「ナマ」と言い直される。

### 具材
具はシンプルで、ネギだけ、あるいはネギとチャーシューだけという店も珍しくない。ネギとチャーシューの他によく見られる具材は、キクラゲ、モヤシ、メンマ、海苔などであり、店舗によって異なる。博多万能ねぎといった小ネギや、ワケギなどやや太めの青ネギも使用されている。キクラゲが博多ラーメンにトッピングされるようになったのはもともとはキクラゲは海苔の代用品であった。海苔は価格の変動が激しかった為、価格の安定しているキクラゲが代用されるようになった名残である。
かつて豚骨ラーメンに馴染みがなかった時代、豚は不衛生なイメージが強く毒消しの理由から紅しょうががトッピングされるようになった。
店のテーブルには白ゴマ・紅しょうが・辛子高菜などが置かれ、客が好みに合わせてトッピングする。これらは豚骨スープの癖を取り除く作用があるが、同時に豚骨自体の味を弱くするため、ラーメン店の中にはトッピングのサービスをしない所もある。
豚骨ラーメンが誕生した昭和20年代当時、豚のエサは現在のようなトウモロコシ等を主原料とした配合飼料ではなく、食品産業から出る廃棄物や家庭から出る残飯が多かった、その為、豚骨スープの「豚骨臭」も現在よりも非常に癖があった。その癖をマイルドに軽減させる為、白ごまやすりごまをラーメンにトッピングするようになった。現在の豚骨ラーメンは豚の飼料が配合飼料の為、随分マイルドになっている。
博多ラーメンに白ごま（すりごま）を入れることを考案したのは、福岡市早良区西新の「博多ラーメンしばらく」の創業者・外村泰徳である。昭和33年（1958年）に考案した。

### スープ
博多ラーメンの殆どは、その代名詞たる豚骨スープである。尚、豚骨スープのとろみはコラーゲンによるもの。
しかしながら豚骨スープと言っても博多ラーメンは実際のところ本州中心にイメージされている様な「博多（九州）ラーメン」＝「濃厚・こってり」一辺倒ではない。こういった濃厚系は、もともと少数派である。とりわけ地元市民向けの店舗や老舗店、または屋台などでは、非常にさっぱりとしたものを提供する店が多い。
ただし近年は有名チェーン店の全国展開やメディアで取り上げられる頻度も増え「博多ラーメン」の知名度が全国的に広まったことで新規開業店が増加したため、かつては少数派であった久留米ラーメンに類似した濃厚系のラーメンを提供する店舗も増えた。ただし、これらは伝統的な旧来からの多くのさっぱりした博多ラーメンとは線引きして認識されている。
豚骨といえばイメージとして少なからず匂い（香り）で、店舗によっては豚骨特有の匂いが店内や店舗周辺に漂っている場合がある。匂いについては、この匂いこそが豚骨ラーメンの醍醐味であるとの意見もあれば、逆に匂いに耐えられないなど、「豚骨臭」に対する好き嫌いの差があり、匂いの為に豚骨ラーメン全体に抵抗感を持ってしまう者も少なくない。店舗によっては匂いを抑えるために、血抜きを丁寧に行うなど臭いを抑えるための下処理をしたり、ショウガ等のスパイスを加えたり、鶏ガラとのミックススープにしている店もある。こうした豚骨臭を抑えたラーメンのことを「ライト豚骨」と呼ぶこともある。

### 替え玉
「替え玉」で麺を追加していくシステムを取り入れている店が多く、替え玉についても茹で具合を指定できるのが普通である。注文時に硬めを指定し、すぐにまた硬めの替え玉を注文することで、長時間腹持ちさせることができるのが特徴である。このシステムは全国的に広がった。

## 店舗例
- 博多ラーメンしばらく - 福岡市早良区西新 1953年創業。1977年「博多ラーメン」と銘打ち、それが全国に広まる。すりごま、キクラゲトッピング発祥の店
- 赤のれん節ちゃんラーメン - 福岡市中央区赤坂（西通り）50年以上の老舗。
- 達摩ラーメン - 福岡市博多区那珂にある。
- ナンバーワン - 福岡市博多区祇園にある。
- 元祖長浜屋 - 福岡市中央区長浜。替玉発祥の店。
- 長浜屋台一心亭 - 福岡市中央区長浜。分店あり。
- 博多荘 - 中国人の力添えで福岡市博多区中洲に開店。
- 博多一風堂 - 福岡市中央区大名を本拠地に国内外にチェーン店展開。
- 一蘭 - 福岡市を本拠地として、国内外にチェーン店展開。
- 博多らーめん ShinShin - 本店は福岡市中央区天神。分店あり。
- 博多天神 - 東京都でチェーン店展開。
- 九州一番 - 九州に工場を持ち、関東でチェーン店展開。
- まるきんラーメン - 首都圏と日本国外でチェーン店展開。
- 博多風龍 - 東京都区部でチェーン店を展開。
- 由丸 - 東京都とさいたま市と日本国外でチェーン店展開。
- ジンコーポレーション - 東日本でチェーン店を展開。
- 博多ラーメンげんこつ - 大阪府、兵庫県でチェーン店展開。
- 博多一幸舎 - 福岡県を本拠地として国内外にチェーン店展開。
- 博多三氣 - 福岡市近郊を中心にチェーン店展開。
- 長浜ナンバーワン - 長浜屋台を起源
- 博多長浜らーめん田中商店